# Cusumano (cognome)
Cusumano è un cognome italiano, molto diffuso nella Sicilia occidentale.

## Storia
Il cognome si crede che derivi dalla fusione dei nomi di due santi, Cosma e Damiano, con una perdita dell'ultima sillaba dell'una e della prima dell'altra. La sua vera origine parte dalla latinizzazione del nome greco "Kosmas", cioè Cosmanus. Da Cosmanus si passa a Cusmano e poi alle versioni Cusimano e Cusumano.

## Varianti
Esistono anche molte altre varianti conformi del cognome in molte parti dell'Italia, tra cui: Cusmano, Cusman, Cusimano, Cumano, Cusano.

## Varianti in altre lingue
- Spagnolo: Guzman[3]

## Persone
- Nuccio Cusumano – politico italiano
- Vito Cusumano – ingegnere e politico italiano